# Xylomya alamaculata
Xylomya alamaculata är en tvåvingeart som beskrevs av Yang och Akira Nagatomi 1993. Xylomya alamaculata ingår i släktet Xylomya och familjen lövträdsflugor.
Artens utbredningsområde är Sichuan (Kina). Inga underarter finns listade i Catalogue of Life.